# Roscoe (Illinois)
Roscoe ist eine Gemeinde in Winnebago County im Norden des US-amerikanischen Bundesstaates Illinois. Roscoe hatte im Jahr 2000 6244 Einwohner und bis 2009 hat sich die Zahl auf 8813 erhöht. Das U.S. Census Bureau hat bei der Volkszählung 2020 eine Einwohnerzahl von 10.983 ermittelt.
Roscoe ist Bestandteil der Metropolregion Rockford und ein Vorort von Rockford. Der derzeitige Bürgermeister von Roscoe ist David Krienke.

## Geografie

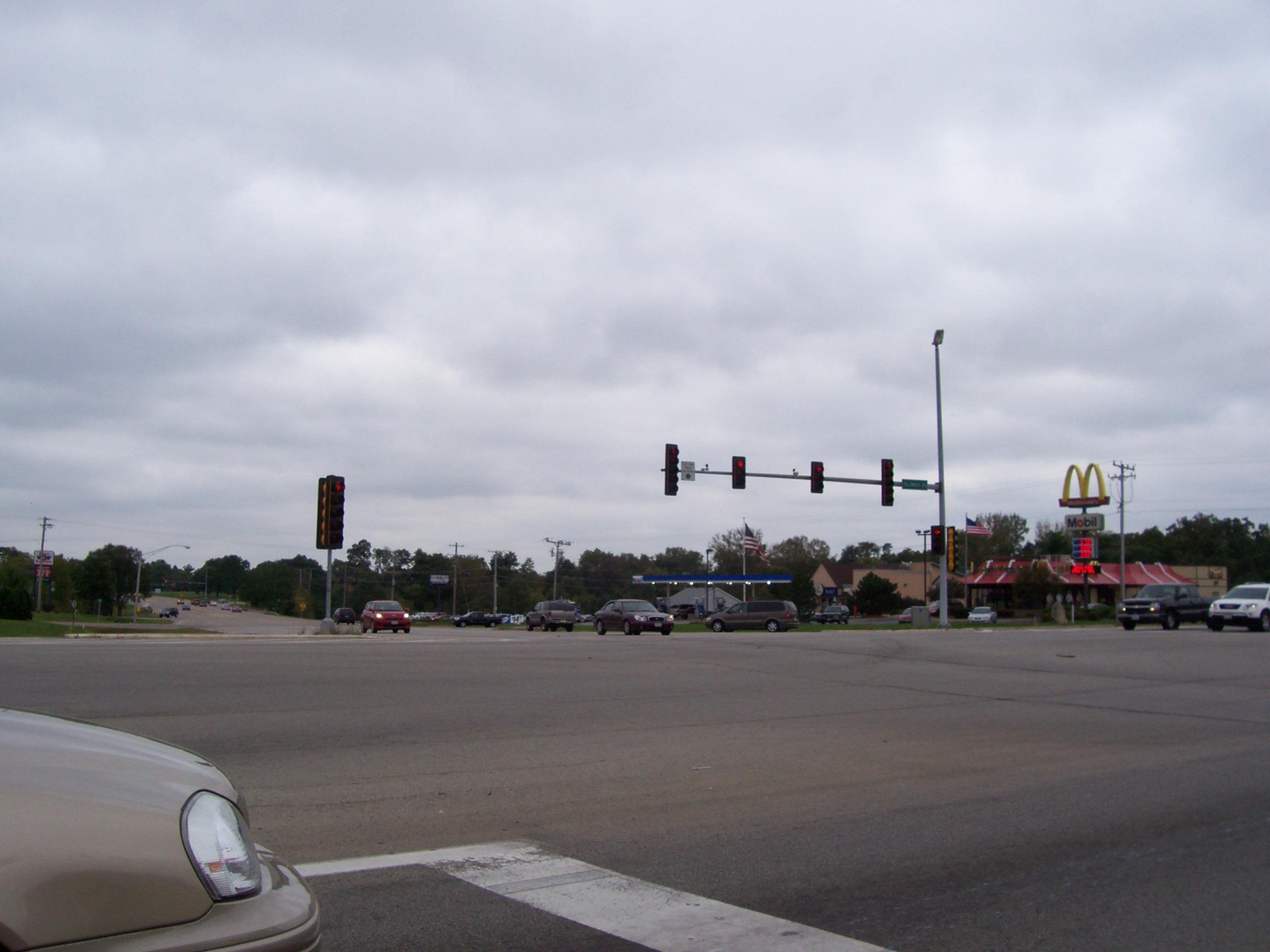
Gewerbegebiet in Roscoe

Roscoe liegt am Rock River im Norden des Bundesstaates Illinois. Der Ort erstreckt sich auf einer Fläche von 24 km² (9,2 mi²) die sich komplett auf Land erstreckt.
Am Ostrand von Roscoe verlaufen auf einer gemeinsamen Strecke die Interstate Highways 39 und 90. In West-Ost-Richtung quert der U.S. Highway 20 den Ort.

## Demografische Daten
Bei der offiziellen Volkszählung aus dem Jahre 2000 wurde eine Einwohnerzahl von 6244 Menschen in 2211 Haushalten und 1740 Familien ermittelt. Die Einwohnerdichte lag damals bei 260 Menschen pro km².
Die Bevölkerung bestand zu 95,26 Prozent aus Weißen, 1,91 Prozent aus Afroamerikanern, 0,22 Prozent aus Indianern, 0,82 Prozent aus Asiaten, 0,02 Prozent aus Australiern und 0,74 Prozent aus Angehörigen anderer Gruppen. Etwa 1,04 Prozent gaben an aus mindestens zwei dieser Gruppen abzustammen, wobei Hispanics 2,50 Prozent der Bevölkerung ausmachten.
Das durchschnittliche Einkommen lag bei 59.267 US-Dollar (USD), bei Familien bei 61.515 USD. Das Einkommen von etwa 1,7 Prozent aller Familien und 2,9 Prozent der Gesamtbevölkerung lagen unter der Armutsgrenze.

## Bildung
Es gibt fünf öffentliche Schulen in Roscoe die Teil des Kinnikinnick School Districts sind. Unter diesen Schulen sind Ledgewood School (Kindergarten bis 3 Klasse), Stone Creek School (Kindergarten bis 3 Klasse), Kinnikinnick School (Klassen 4 bis 5), und Roscoe Middle School (Klassen 6 bis 8). Roscoe hat keine eigene High School, vielmehr kann man sich zwischen Hononegah High School in Rockton, IL und Harlem High School in Machesney Park, IL entscheiden.
Der Prairie Hill Community Consolidated School District #133 und der Rockford School District #205 als auch der Harlem School District #122 versorgen Roscoe zusätzlich.

## Bekannte Bewohner
- Danica Patrick (* 1982), IRL Rennfahrerin